# Sali
Sali (Italiaans: Sale) is een gemeente en klein Dalmatisch vissersplaatsje in Kroatië dat ligt aan de zuidoostkust van het eiland Dugi Otok, gelegen op ongeveer 25 km afstand vanaf de stad en havenplaats Zadar. Dugi Otok is het grootste eiland van de eilandenarchipel nabij Zadar en is 45 kilometer lang. Het plaatsje Sali telt 900 inwoners die voornamelijk leven van visvangst, olijventeelt, wijnbouw en het toerisme. De gemeente telt 1820 inwoners. De naam Sali werd officieel voor het eerst in het jaar 905 vermeld en rond dit plaatsje liggen onder andere de resten uit Romeinse en Illirische tijd.
Tijdens het seizoen leggen dagelijks in het haventje van Sali enkele tientallen schepen, zeiljachten en catamarans aan. De meeste van deze schepen en jachten worden door toeristen gehuurd in Zadar. Op ongeveer twee kilometer afstand van Sali ligt het natuurreservaat Telašćica met daarin een grote, met de zee verbonden, kilometers lange natuurlijke baai met diverse eilandjes. In deze baai leggen ieder jaar onder andere Carolina van Monaco en Melinda Gates, de vrouw van Microsoft-gigant Bill Gates, met hun luxe jachten aan. Uiteraard voor hun rust en privacy. Sali telt een hotel en tientallen appartementen voor onderdak. Het hoogseizoen ligt in de maanden juli en augustus.
Te bereiken is Sali dagelijks met een veerboot (Lara) en een draagvleugelboot, beide boten alleen voor personenvervoer. Met de auto kan men via Zadar driemaal daags oversteken met een grote veerboot (Vladimir Nazor) naar het plaatsje Brbinj op Dugi Otok. Dient nog opgemerkt te worden dat het eiland Dugi Otok onderdeel is van de Kornati-archipel, waar sportduikers uit de hele wereld hun sport komen beoefenen.